# Захарченко Григорій Іванович
Григорій Іванович Захарченко (нар. 1937, село Гусарівка, тепер Балаклійського району Харківської області — ?) — український радянський діяч, новатор виробництва, старший апаратник Сєверодонецького хімічного комбінату Луганської області. Депутат Верховної Ради УРСР 7—8-го скликань.

## Біографія
Народився у селянській родині. У 1957 році закінчив середню школу.
У 1957—1960 роках — у Радянській армії.
З 1960 року — апаратник, старший апаратник цеху лактаму на заводі синтетичних мономерів Лисичанського (Сєверодонецького) хімічного комбінату Луганської області. Був інціатором соціалістичного змагання за економію сировини і матеріалів на кожному робочому місці. Ударник комуністичної праці.
Член КПРС з 1961 року.

## Нагороди
- орден Леніна
- орден «Знак Пошани»
- медалі
- звання «Кращий апаратник хімічної промисловості Української РСР»
- звання «Кращий апаратник хімічної промисловості СРСР»